# Himella intractata
Himella intractata är en fjärilsart som beskrevs av Morrison 1874. Himella intractata ingår i släktet Himella och familjen nattflyn. Inga underarter finns listade i Catalogue of Life.